# Штайнер, Феликс
Феликс Мартин Юлиус Штайнер (нем. Felix Martin Julius Steiner; 23 мая 1896, Шталлупёнен — 12 мая 1966, Мюнхен) — немецкий военачальник времён нацистской Германии, обергруппенфюрер СС и генерал войск СС, кавалер Рыцарского креста Железного креста с Дубовыми листьями и Мечами.

## Биография

### Армейский офицер
Феликс Штайнер родился 23 мая 1896 года в семье выходцев из Австрии, поселившихся в Восточной Пруссии. В марте 1914 года поступил фаненюнкером в 41-й (5-й Восточно-Прусский) пехотный фон Бойена полк, расквартированный в Тильзите. Участник Первой мировой войны на Восточном и Западном фронтах. В составе 8-й армии отправился на войну с русскими. Он сразу же показал себя отличным, храбрым и инициативным солдатом, и свидетельством этому является полученный им уже 9 октября 1914 года Железный крест 2-го класса. В ноябре 1914 года был тяжело ранен. После выздоровления молодой и перспективный унтер-офицер был отправлен в Военную академию 2-го армейского корпуса в Кёнигсберге. 27 января 1915 года Феликсу Штайнеру было присвоено первое офицерское звание лейтенанта, и он вернулся на Русский фронт, приняв участие в боях в Курляндии.
В январе 1916 года Штайнера перевели в резервный батальон всё того же 41-го полка, теперь его задачей была подготовка пополнения — учения, прививание новобранцам навыков ближнего боя и т. д. Именно здесь Штайнер начал вырабатывать свою методику подготовки личного состава, ставшую позже образцом для всех войск СС. В июне 1916 года он был направлен в 376-й пехотный полк, сражавшийся на Западе. Здесь Штайнер был зачислен в ударные штурмовые отряды: сначала командиром пулемётной роты 97-го ударного отряда, а в октябре 1916 года переведён на такой же пост в 46-й ударный отряд. Штайнер принял участие в многочисленных атаках на Западном фронте, и, несмотря на большой накал боёв, судьба его берегла — больше ранений в Первую мировую войну он не получил. Отличия в боях с англичанами и французами принесли ему 3 ноября 1917 года Железный крест 1-го класса, а в последние дни войны — 18 октября 1918 года — звание обер-лейтенанта.
После окончания войны Штайнер сначала, в ноябре 1918 года, был назначен командиром 3-й запасной пулемётной роты 17-го армейского корпуса, а в первых числах января 1919 года отправился на родину. Как и многие ветераны, он вступил в ряды Добровольческого корпуса в Восточной Пруссии и Прибалтике, боровшихся против левых сил. В рядах Добровольческого корпуса Штайнер принял участие в операциях в районе Мемеля. Постепенно под давлением держав-победительниц Добровольческий корпус начал сворачиваться, и 8 мая 1920 года Штайнер был официально зачислен на службу в рейхсвер и назначен командиром 2-й (пулемётной) роты 2-го стрелкового полка. Как и все офицеры рейхсвера, при зачислении на службу Штайнер подписал контракт на 25 лет службы. 1 октября 1920 года Штайнер был назначен командиром 8-й (пулемётной) роты 1-го пехотного полка в столице Восточной Пруссии, городе Кёнигсберге, а в сентябре 1923 года зачислен в штаб полка в качестве офицера пулемётного дела — в его обязанности входила организация подготовки личного состава. Карьерный рост в рейхсвере был очень медленным; несмотря на то что Штайнер был хорошим строевым офицером, звание капитана он получил только 1 декабря 1927 года, в октябре 1929 года назначен адъютантом 1-го пехотного полка.
Основываясь на своём военном опыте, Штайнер разработал концепцию развития вооружённых сил будущего: главным положением её являлось то, что характер войны будущего будет кардинально отличаться от того, что имело место в Первой мировой войне. Это будет мобильная и скоротечная война, где всё будут решать техническое обеспечение, уровень вооружений, а также профессиональное мастерство солдат. Таким образом ведущую роль в будущей войне, по мнению Штайнера, будут играть не многомиллионные армии, сформированные на основе всеобщей воинской повинности, а небольшие мобильные, хорошо вооружённые и специально подготовленные ударные части. В их задачу, по мнению Штайнера, входило стремительными ударами прорывать оборону противника, осуществлять окружение, а затем и уничтожать окружённые части. Эти части должны были быть высокомобильными и вооружены новейшими видами вооружения — автоматическим оружием.
Новаторские идеи Штайнера не нашли ни понимания, ни поддержки у руководства рейхсвера. Возглавлявшие рейхсвер (а затем и вермахт) генералы, в большинстве своём прошедшие Первую мировую войну в штабах, отдавали предпочтение именно массовой армии, именно всеобщая воинская повинность стала основополагающим принципом официальной доктрины рейхсвера (вермахта).
В октябре 1933 года Штайнера перевели на должность офицера для особых поручений, а в декабре того же года он вообще оставил военную службу и перевёлся в прусскую земельную полицию, которую контролировал сам Герман Геринг. Правда, перевод в полицию дал и определённый карьерный рост — он получил звание майора.

### Член СС
1 января 1934 года Штайнер вступил в СА (с чином штурмфюрера) и НСДАП (партийный билет № 4 264 195), одновременно он был привлечён к руководству службой боевой подготовки в СА. Однако вольница Штурмовых отрядов не устраивала боевого офицера, тем более сторонника теории ударных войск. Поэтому в 1935 году, когда начали формироваться части усиления СС, он был привлечён в их состав Паулем Хауссером. 24 апреля 1935 года Штайнер стал членом СС (служебное удостоверение № 253 351), и ему было присвоено звание оберштурмбаннфюрера СС, что было выше его предыдущего звания и соответствовало званию подполковника рейхсвера. Хауссер сразу же назначил Штайнера командиром 3-го штурмбанна 1-го штандарта СС (позже — штандарт СС «Дойчланд»).
Штайнер и присоединившийся к нему позже барон Кассиус фон Монтиньи разработали систему подготовки личного состава войск СС по образцу штурмовых частей кайзеровской армии. Приняв командование, Штайнер немедленно приступил к осуществлению своей программы: минимум шагистики, максимум спорта и военной подготовки. Обычным делом стали марш-броски с полной выкладкой; и здесь Штайнер добился высоких результатов: современники указывали, что на учениях его подчинённые показали невероятный результат — с оружием в руках, с противогазами и ранцами они преодолели дистанцию в три километра за 20 минут.
Другим новшеством Штайнера, которое прижилось в войсках СС и стало их визитной карточкой, было микширование различий между солдатами, унтер-офицерами и офицерами, естественно, при сохранении железной дисциплины. Именно в войсках СС младшие чины обращались к старшим только по званию, не добавляя, как в армии, слово «господин» (Herr). Подобные методы дали прекрасный результат — первые дивизии СС отличались спаянностью и представляли собой единое «фронтовое братство». В составе батальона верный своим принципам Штайнер начал формирование ударных групп, личный состав которых должен был вооружаться автоматическим оружием (пистолетами-пулемётами) и ручными гранатами. Штайнеру же соединения СС обязаны и своим прозвищем «древесные лягушки». Так их стали называть за пёстрые камуфляжные костюмы, которых в вермахте не было. Инициатором их введения в частях СС выступил именно Штайнер.
Хотя методика Штайнера и не очень устраивала Хауссера, для которого она была слишком революционной, не оценить рвения и талантов своего подчинённого он не мог. Кроме того, прекрасные и быстрые результаты вызвали шумное одобрение рейхсфюрера СС. В результате уже 1 июня 1936 года Феликс Штайнер был произведён в штандартенфюреры СС и назначен командиром штандарта СС «Дойчланд», дислоцированного в столице Баварии — Мюнхене.
Штандарт СС «Дойчланд» — лучший в частях усиления СС — принял участие во всех «цветочных войнах»: в аншлюсе Австрии, занятии Судетской области и оккупации Чехии. Штайнер, как и все участники этих операций, получил Медаль в память 13 марта 1938 года и Медаль в память 1 октября 1938 года и позже к ней шпангу «Пражский град».

### Участие во Второй мировой войне
Во время польской кампании штандарт СС «Дойчланд» был включён в состав действовавшей в первом эшелоне группы «Кемпф», входившей в состав 1-го армейского корпуса 3-й армии. Эсэсовцы Штайнера отличились в боях на Млавском направлении. После перехода границы «Дойчланд» получил приказ прорвать оборону противника. Штайнер принял решение о лобовой атаке, но недооценил польских противотанковых заграждений, и штандарт попал под сильный артиллерийский огонь и понёс значительные потери. Однако и в этой ситуации Штайнер продолжил атаку, и к моменту остановки наступления эсэсовцы были в 100 метрах от польской линии обороны. За бои под Модлином Феликс Штайнер получил свои первые награды во Вторую мировую войну: 17 сентября 1939 года он был награждён планкой к Железному кресту 2-го класса, а уже 26 сентября — к кресту 1-го класса. После окончания Польской кампании штандарт СС «Дойчланд» вместе с штандартами СС «Германия» и «Дер Фюрер», а также, другими частями усиления СС был объединён в дивизию усиления СС, которая затем получила название дивизии СС «Дойчланд», а позже — «Райх». 24 января 1940 года Штайнер был произведён в оберфюреры СС.
Во время французской кампании штандарт СС «Дойчланд» был временно придан 3-й танковой дивизии генерал-майора Хорста Штумпфа и принял активное участие в боях на канале Лис близ Мервиля. К концу первого этапа кампании именно штандарт СС «Дойчланд» понёс наиболее крупные потери среди всех частей СС. 6 июня «Дойчланд», находившийся во втором эшелоне танковой группы «Клейст», форсировал Сомму и закрепился на новом плацдарме, однако затем был переброшен в район между Марной и Сеной и в середине июля принял участие в разгроме оказавшейся в окружении французской группировки у Шатийона. Это была последняя операция Штайнера в ходе Французской кампании — до капитуляции Франции оставалось пять дней и ему оставалось лишь вылавливать оказавшихся в окружении и отставших от своих частей деморализованных французских солдат. После завершения кампании Штайнер 15 августа 1940 года был награждён Рыцарским крестом Железного креста.

### Во главе дивизии СС «Викинг»
После окончания Французской кампании Штайнер обратился к рейхсфюреру СС с предложением о формировании новой добровольческой дивизии СС, — причём в неё планировалось включить преимущественно добровольцев из числа лиц родственной германской крови — прежде всего скандинавов. К ноябрю 1940 года Гитлер уже одобрил формирование новых дивизий СС и командиром одной из них предполагалось назначить как раз Штайнера. Формально оставаясь командиром штандарта СС «Дойчланд», Феликс Штайнер 9 ноября 1940 года был произведён в бригадефюреры СС и генерал-майоры войск СС.
20 ноября 1940 года начато формирование новой дивизии Штайнера — сам он официально 1 декабря был назначен её командиром. Основу нового соединения, получившего название моторизованная дивизия СС «Германия» составили полк СС «Германия» (из состава дивизии усиления СС, которая стала теперь именоваться дивизией СС «Дойчланд»), вновь сформированные полки СС «Нордланд» и «Вестланд», а также артиллерийский полк СС «Германия». В дивизии, как и планировал ранее Штайнер, был довольно высокий процент «лиц родственной крови» — выходцев из Норвегии, Дании, Нидерландов и Бельгии, но и этнических немцев тоже хватало, тем более что они заняли все командные посты. С новыми названиями стала постоянно возникать путаница — наличие полков СС «Германия» и «Дойчланд» и одноимённых дивизий СС неизбежно вызывало трудности. Полки были более старыми по времени формирования, и их было решено не трогать, а вот дивизии в самом конце декабря 1940 года своё название изменили: «Дойчланд» стала «Райхом», а «Германия» стала официально именоваться добровольческой моторизованной дивизией СС «Викинг».
С марта 1941 года в оперативном отношении дивизия находилась в подчинении штаба 7-го военного округа (Мюнхен). Между тем отношения между Гиммлером и Штайнером несколько испортились, причиной чему стало независимое поведение Штайнера, который считал себя и своих подчинённых прежде всего солдатами, а не «политическими солдатами фюрера».
В апреле 1941 года формирования и тренировки дивизии были в целом завершены и соединение Штайнера было признано готовым к боевому использованию. Затем началась переброска дивизии на Восток, где полным ходом шла подготовка к наступлению на СССР. В июне 1941 года дивизия «Викинг», в составе которой числилось 19 377 человек, была включена в состав 14-го моторизованного корпуса 1-й танковой группы группы армий «Юг» и развёрнута в районе Тарнополя.
Во главе дивизии участвовал в боевых действиях на Восточном фронте — вначале на Украине, а затем на Юге России, отличившись в боях под Ростовом-на-Дону и Туапсе. В 1942 году дивизия Штайнера вышла к Майкопским нефтяным месторождениям на Кавказе. С 30 января 1942 года — группенфюрер СС и генерал-лейтенант войск СС. Командование высоко оценило успехи дивизии СС «Викинг», и 23 декабря 1942 года Гитлер вручил группенфюреру СС Феликсу Штайнеру Дубовые листья к Рыцарскому кресту Железного креста.
С 21 ноября 1942 по 2 января 1943 года Штайнер, одновременно командовал корпусной группой войск СС «Штайнер», основу которой составляла всё та же дивизия СС «Викинг». К концу февраля 1943 года дивизия СС «Викинг» оказалась на тех же позициях на Миусе, с которых более полугода назад перешла в наступление. Отличие заключалось в том, что дивизия была обескровлена в тяжёлых боях и была значительно менее боеспособной, чем в июле 1942-го. Но командовать дивизией «Викинг» Феликсу Штайнеру оставалось недолго. К этому времени уже было принято решение о скорейшем формировании корпусов войск СС. Причём верный своим расовым теориям Генрих Гиммлер распорядился сформировать 3-й танковый корпус СС как «германский» — то есть преимущественно из частей, состоявших из фольксдойче и лиц родственной германской крови. Фактически этот корпус должен был стать своеобразным продолжением дивизии СС «Викинг», следующей ступенькой объединения всей арийской крови. Первоначально как раз и планировалось, что «Викинг» станет основой нового корпуса, но обстановка на советско-германском фронте просто не позволяла вывести дивизию СС на Запад на переформирование.

### Во главе корпуса
Новый 3-й (германский) танковый корпус СС был официально создан 30 марта 1943 года, а формирование началось 19 апреля в учебном лагере Графенвёр, и его основой стал не как планировалось раньше, «Викинг», а 11-я добровольческая моторизованная дивизия СС «Нордланд» и 4-я добровольческая моторизованная бригада СС «Недерланд». Вопрос о командире нового корпуса фактически не стоял — корпус как бы специально создавался «под Штайнера». Поэтому хотя Штайнер ещё на месяц задержался на советско-германском фронте, его обязанности командира корпуса никто не исполнял. Наконец, 10 мая 1943 года группенфюрер СС и генерал-лейтенант войск СС Феликс Штайнер приступил к обязанностям командира 3-го танкового корпуса СС, командование «Викингом» он сдал своему старому товарищу, бригадефюреру СС и генерал-майору войск СС Герберту Отто Гилле.
Формируя управление корпуса, Штайнер привлёк к сотрудничеству значительное число своих сослуживцев по «Викингу», причём не только немцев, но и добровольцев из «германских» стран. 1 июля 1943 года он был произведён в обергруппенфюреры СС и генералы войск СС. В конце августа 1943 года в целом завершившие формирование части 3-го корпуса СС были погружены в вагоны и отправлены в Хорватию, входившую в зону ответственности группы армий «Ф». Основной задачей корпуса стало ведение военных действий против активизировавших свою деятельность партизан маршала Иосипа Броз-Тито. Несмотря на то что подчинённые Штайнера превосходили партизан и в вооружении, и в боевой выучке, им приходилось тяжело: во-первых, партизан было много, во-вторых, они пользовались поддержкой местного населения и, в-третьих, опыта борьбы с партизанами эсэсовцы Штайнера не имели. В открытых же столкновениях победа чаще всего была на стороне немцев.
Вскоре германское командование пришло к выводу, что использование корпуса СС в качестве оккупационной части «не рентабельно», и в конце ноября 1943 года начало его переброску на фронт 18-й армии, занимавшей позиции в районе Ораниенбаума под Ленинградом. В декабре корпусу было поручено оборонять наиболее опасный участок фронта — напротив Ораниенбаумского плацдарма советских войск. 14 января 1944 года под Ленинградом советские войска начали крупномасштабное наступление. Эсэсовские части Штайнера всё же свою принадлежность к элитным войскам оправдали: после того как группа армий «Север» 19 января начала спешный отход, 3-й корпус СС держался ещё 10 дней. Подобное упорство добровольцев фактически сорвало амбициозный план советского командования, планировавшего окружить и уничтожить основные силы группы армий «Север».
Отойдя с боями к Нарве, Штайнер переформировал свой корпус и получил подкрепления. Упорные бои в районе Нарвы корпус Штайнера вёл до сентября 1944 года, особенно тяжёлыми они были в марте и июле 1944-го. Под Нарвой корпус понёс большие потери. Заслуги Штайнера были отмечены новой, ещё более высокой наградой — 10 августа 1944 года он был награждён Рыцарским крестом с дубовыми листьями и мечами, став 86-м кавалером этой награды в Германии и 10-м — в войсках СС. В октябре 3-й танковый корпус СС, оказавшийся в Курляндском котле, был временно выведен в резерв группы армий, но в ноябре 1944-го вновь возвращён в состав 18-й армии, сражавшейся всё в том же котле. 9 ноября 1944 года обергруппенфюрер СС и генерал войск СС Феликс Штайнер передал пост командира 3-го танкового корпуса СС своему бывшему сослуживцу по штандарту «Дойчланд», обергруппенфюреру СС и генералу войск СС Георгу Кепплеру. Сам Штайнер получил повышение — под его командованием 26 ноября 1944 года в Курляндском котле была сформирована армейская группа «Штайнер». 26 января 1945 года Феликс Штайнер вместе со своим штабом и частями 3-го танкового корпуса СС был эвакуирован в Штеттин.

### Последние месяцы войны
Дальнейшая карьера Штайнера опять оказалась напрямую связанной всё с тем же 3-м танковым корпусом СС. Именно этот корпус стал ядром новой 11-й армии. Все началось с того, что командующему Армией Резерва рейхсфюреру СС Генриху Гиммлеру Гитлер доверил командование группой армий «Висла». Получив в свои руки права высшего воинского начальника, Гиммлер начал лихорадочно формировать высшие штабы, стремясь заместить как можно больше постов выходцами из войск СС. В то же время, по данным Хайнца Хёне, автора книги «Чёрный орден СС», Гиммлер критически относился к Штайнеру, называя его «самым непослушным из моих генералов». Близкий к Гиммлеру обергруппенфюрер Готтлоб Бергер утверждал: «Обергруппенфюрер Штайнер воспитанию не поддается. Он делает все, что хочет, и не терпит возражений».
Управление армии формировалось в Померании штабом войск СС из части штаба командования «Верхний Рейн», и поэтому очень часто можно встретить тот факт, что её именовали командованием 11-й танковой армии СС. 5 февраля 1945 года её командующим был назначен обергруппенфюрер СС Феликс Штайнер. Одновременно с 23 февраля по 24 марта Штайнер являлся командующим особого штаба, в задачи которого входило формирование новых частей и проведение мобилизаций для нужд группы армий «Висла». 11-я армия была фактически фикцией, её численность была невелика и никакой роли она не сыграла. Должность же командующего армией была скорее номинальной — в подчинении Штайнера практически не было боевых частей, и вся его деятельность свелась к подготовке сборных формирований, которыми Гиммлер пытался заткнуть постоянно образовывавшиеся в линии фронта бреши.
Очень скоро стало ясно, что Генрих Гиммлер абсолютно не способен руководить крупными воинскими соединениями, а высшие офицеры СС не в состоянии спасти стремительно разваливавшийся фронт. Последовала серия замен эсэсовцев на высших командных постах в группе армий «Висла», попал под разбор и Штайнер — 5 марта обязанности командующего армией стал исполнять генерал пехоты Отто Хитцфельд. Теперь уже армию никто не называл 11-й танковой армией СС и она превратилась в то, чем изначально и была — 11-ю полевую армию.

### Спасение Берлина
Штайнер, однако, не у дел не остался. Его имя было известно лично Гитлеру, и фюрер знал его, как хладнокровного, упорного и жёсткого командира. Поэтому 25 марта Штайнер получил приказ объединить под своим командованием ряд частей и сформировать армейскую группу «Штайнер». В состав группы входили три «потрёпанные» в боях дивизии и остатки танкового корпуса. 22 апреля Штайнер получил приказ Адольфа Гитлера о начале контрнаступления на позиции Красной армии с целью прорыва к Берлину. По словам историка Джона Толанда:
Из всех невероятных приказов, полученных Штайнером за последние несколько месяцев, этот был самым фантастическим. Его танковые войска были не более чем названием. Они насчитывали всего лишь десять тысяч солдат, прибывших из Данцига и Штеттина кораблями. И с этими измождёнными людьми и горсткой танков ему предстояло разгромить стотысячную армию, действовавшую при поддержке мощной танковой группы.

Курт фон Типпельскирх написал об этом следующее: 

Командование группы армий «Висла» сосредоточило под командованием обергруппенфюрера Штайнера все имевшиеся резервы, фольксштурм и отброшенные на запад остатки 9-й армии — словом, все, что только можно было собрать, и бросило в бой эту импровизированную группировку в районе Эберсвальде и западнее, вдоль канала Хафель — Одер вплоть до Ораниенбурга с целью прикрыть открытый фланг 3-й танковой армии.

Когда Гитлер 20 апреля узнал о возникновении группы Штайнера, у него тотчас же появился новый план. Наспех собранные пёстрые части Штайнера были превращены в «армию». В неё должны были также войти две дивизии, оборонявшиеся восточнее Эберсвальде и, кроме того, импровизированные соединения, которые надлежало сколотить за счёт авиации. Речь шла примерно о 12—15 тыс. человек, которые, однако, в лучшем случае могли быть вооружены лишь гранатами и ручными пулемётами, да и число их, вероятно, было гораздо меньше. И с этими, в большинстве своём совершенно непригодными для наступления, неорганизованными, едва вооружёнными людьми, из которых налицо вначале была лишь небольшая часть, Штайнер должен был наступать на юг. По мнению Гитлера, этим наступлением, которое будет вестись под командованием Штайнера с величайшей энергией и фанатизмом, а также наступлением 4-й танковой и 9-й полевой армий, приказ о котором был отдан уже несколько дней назад, будет ликвидирован осуществлённый Коневым прорыв и создана новая сплошная линия фронта от Балтийского моря до верхнего течения Шпрее, что спасёт Берлин— 
.
Алан Кларк, «План „Барбаросса“»:

То, что на карте ОКВ выглядело как 5 гренадерских дивизий, в большинстве случаев соответствовало скорее полкам, и из их количества только 2 дивизии были немецкими, остальные представляли собой соединения иностранных СС, некоторые даже не нордические по своему составу. Штайнер уже ввёл в бой те немногие из своих надёжных частей, у которых ещё оставалось горючее. Он пытался с их помощью сдерживать южный край советского прорыва, отводя поток советских танков от окраин Берлина. Его собственный штаб утратил связь с большей частью подчинённых войск, у него не было артиллерии, не было контакта с люфтваффе, и к тому же он получал по очереди противоречивые приказания от Хейнрици и Дёница, кроме тех, что исходили из фюрербункера— 
.
Гвидо Кнопп отметил, что 22 апреля, в бункере рейхсканцелярии, фюрер, нервничая, всё время спрашивал: «Где же застрял Штайнер?».
Когда Штайнер, для наступления которого не было создано необходимых предпосылок, несмотря на неослабевающий нажим на Берлин, так и не выступил до 22 апреля, когда кольцо вокруг 9-й армии замкнулось и Красная Армия, уже обойдя Берлин с севера и с юга, приблизилась к его восточным пригородам, все иллюзии Гитлера рухнули. Осыпая армию, эсэсовцев и вообще весь народ страшными оскорблениями, обвиняя их в предательстве и непонимании его, Гитлера, величия и целей, он решился остаться в Берлине и ждать здесь смерти.
Штайнер предпринял попытку выполнить приказ, но потерпел неудачу. Понимая, что дальнейшие попытки обрекают его наспех сформированную группу на гибель, Штайнер самовольно начал отвод подчинённых ему частей на запад. Также он не подчинился приказам генерал-фельдмаршала Кейтеля, генерал-полковника Йодля, начальника Генерального штаба генерала Кребса вновь направить свои войска в сторону Берлина. Немецкий журналист Хайнц Хёне изложил подробности разговора: «Штайнер, речь идёт о вашем фюрере, который требует нанести этот удар для своего спасения!» — воскликнул генерал-полковник Хейнрици, которого в действительности волновал лишь вопрос удержания фронта. Кейтель угрожал своим маршальским жезлом, но Штайнер остался непоколебимым, ответив: «Нет, этого я делать не буду. Контрудар — безумие и тысячи новых смертей».
27 апреля 1945 года Гитлер за неповиновение отстранил его от командования группой, но Штайнер вновь не подчинился и продолжил отход. 3 мая 1945, вместе со своей группой, сдался американским войскам в районе Эльбы.

### Деятельность после войны
Почти три года находился в плену, был освобождён 27 апреля 1948 года. Вернувшись в Германию, жил в Мюнхене. На пенсии Штайнер занялся литературной деятельностью, написав книгу мемуаров и несколько работ о прошедшей войне. Из-под его пера вышли такие книги, как «От Клаузевица до Булганина. Теории и доктрины одной военной эпохи», «Армия изгоев», «Добровольцы. Идеи и жертвы». В них он утверждал, что фронтовые войска СС (так называемые «зелёные» СС) были нормальными армейскими подразделениями, не замешанными в преступлениях национал-социализма — в отличие от «чёрных СС», к которым относились СД, гестапо, охрана концлагерей и др. Апологетическая позиция Штайнера по отношению к войскам СС часто подвергается критике, которая основывается на приговоре Нюрнбергского трибунала, признавшего войска СС преступной организацией.
Вместе с Хауссером и Гилле он участвовал в создании Общества взаимопомощи бывших военнослужащих войск СС — ХИАГ. Феликс Штайнер умер в своём доме в Мюнхене 12 мая 1966 года во сне от остановки сердца.

## Чины
- Оберштурмбаннфюрер СС (24 апреля 1935)
- Штандартенфюрер СС (1 июня 1936)
- Оберфюрер СС (24 января 1940)
- Бригадефюрер СС и генерал-майор войск СС (9 ноября 1940)
- Группенфюрер СС и генерал-лейтенант войск СС (1 января 1942)
- Обергруппенфюрер СС и генерал войск СС (1 июля 1943)

## Награды
- Спортивный знак СА
- Кольцо «Мёртвая голова»
- Шеврон старого бойца
- Железный крест (1914) 2-го и 1-го класса (Королевство Пруссия)
- Почётный крест Первой мировой войны 1914/1918 с мечами (1934)
- Крест Свободы 1-го класса за военные заслуги с дубовыми листьями и мечами (Финляндия)
- Пряжка к Железному кресту (1939)
  - 2-го класса (17 сентября 1939)
  - 1-го класса (26 сентября 1939)
- Медаль «За зимнюю кампанию на Востоке 1941/42»
- Знак «за ранение» в чёрном
- Штурмовой пехотный знак в бронзе
- Немецкий крест в золоте (22 апреля 1942) — группенфюрер СС и генерал-лейтенант войск СС, командир моторизованной дивизии СС «Викинг»
- Рыцарский крест Железного креста с Дубовыми листьями и Мечами
  - Рыцарский крест (15 августа 1940) — оберфюрер СС, командир штандарта СС «Дойчланд»
  - Дубовые листья (№ 159) (23 декабря 1942) — группенфюрер СС и генерал-лейтенант войск СС, командир моторизованной дивизии СС «Викинг»
  - Мечи (№ 86) (10 августа 1944) — обергруппенфюрер СС и генерал войск СС, командир 3-го (германского) танкового корпуса СС
- Упоминался в Вермахтберихт (1 августа 1944)

## Феликс Штайнер в кинематографе
Штайнер неоднократно упоминается в фильме «Бункер». В качестве примера можно привести слова, произнесенные фюрером: 
На севере и на востоке мы обратим советские войска в бегство могучим и неослабевающим натиском. Группа Штайнера ударит с севера и соединится с 9-й армией. Наступление Штайнера восстановит порядок...
Сцена истерики Гитлера после новости о том, что Штайнер не сможет наступать на русских, превратилась позже в интернет-мем.